# Edmund Wünsch
Edmund Wünsch (* 10. Dezember 1894 in Bilin; † nach 1938) war ein deutscher Lautensänger und Komponist aus dem Erzgebirge, der in Dux lebte, regionales Liedgut interpretierte und auch selbst verfasste. Sein bekanntestes Lied ist der 1938 entstandene Schi-Hasl-Marsch, der zunächst nur auf einer einfachen Liedpostkarte im Selbstverlag vertrieben wurde, doch rasch eine weite Verbreitung im gesamten Erzgebirge fand. Noch heute gehört er zum Repertoire fast jeder Erzgebirgs-Musikgruppe.